# Яан Теемант
Яан Теемант (ест. Jaan Teemant, 24 вересня 1872, волость Вігала — 24 липня (за іншими даними, 3 липня) 1941 року, Таллінн) — естонський державний діяч.

## Біографія
Закінчив приватну гімназію Хуго Треффнера, юридичний факультет Петербурзького університету (1901). Почесний доктор права Тартуського університету (1932).
Був помічником присяжного повіреного в Ревелі (нині — Таллінн). У 1904—1905 — гласний міської думи Ревеля. У 1905 брав активну участь у революційних подіях, в грудні 1905 був обраний керівником Всеестонського зборів народних представників в Тарту, керував зборами в актовому залі Юр'ївського (нині — Тартуський) університету — так званим «ауласкіми зборами». Був змушений емігрувати до Швейцарії, в умовах воєнного стану був заочно засуджений до смертної кари. Після скасування воєнного стану і смертного вироку повернувся до Естонії (в 1908). Був засуджений до півтора років позбавлення волі. Відбувши термін ув'язнення, в 1911—1913 перебував на засланні в Архангельській губернії.
У 1913/1914 — 1940 — адвокат в Талліні, в 1919—1925 — голова колегії адвокатів. У 1917—1919 — член, в 1917 — перший заступник голови Естонського тимчасового земського ради, в 1918—1919 — генеральний прокурор Естонської республіки, в 1919—1920 — член Установчих зборів. Був депутатом Рійгікогу другого — п'ятого скликань. З 15 грудня 1925 по 9 грудня 1927 і з 19 лютого 1932 по 19 липня 1932 — державний старійшина (глава держави).
Критично ставився до авторитарного режиму Костянтина Пятса, сталому після державного перевороту 1934. У 1939—1940 — естонський представник в Німецькому опікунській управлінні (органі, створеному для піклування над майном німців, які втікали до Німеччини в цей період).
23 липня 1940-го заарештований органами НКВС. За різними даними, помер або був розстріляний в 1941 в Таллінській центральній в'язниці.